# カザルブオーノ
カザルブオーノ（伊: Casalbuono）は、イタリア共和国カンパニア州サレルノ県にある、人口約1,200人の基礎自治体（コムーネ）。

## 地理

### 位置・広がり

#### 隣接コムーネ
隣接するコムーネは以下の通り。括弧内のPZはポテンツァ県所属を示す。
- カザレット・スパルターノ
- ラゴネグロ (PZ)
- モンテサーノ・スッラ・マルチェッラーナ
- サンツァ